# Singö socken
Singö socken i Uppland ingick i Väddö och Häverö skeppslag, ingår sedan 1971 i Norrtälje kommun och motsvarar från 2016 Singö distrikt.
Socknens areal är 34,26 kvadratkilometer, varav 34,01 land. År 2000 fanns här 381 invånare.  Sockenkyrkan Singö kyrka ligger i socknen.  

## Administrativ historik
Singö socken bildades i slutet av 1500-talet genom en utbrytning ur Häverö socken.
Vid kommunreformen 1862 övergick socknens ansvar för de kyrkliga frågorna till Singö församling och för de borgerliga frågorna till Singö landskommun. Landskommunen inkorporerades 1952 i Häverö landskommun som 1971 uppgick i Norrtälje kommun. Församlingen uppgick 2006 i Häverö-Singö församling, vilken i sin tur uppgick 2010 i Häverö-Edebo-Singö församling. Området överfördes 2018 till Väddö församling.
1 januari 2016 inrättades distriktet Singö, med samma omfattning som församlingen hade 1999/2000.  
Socknen har tillhört län, fögderier, tingslag och domsagor enligt vad som beskrivs i artikeln Väddö och Häverö skeppslag. De indelta båtsmännen tillhörde Norra Roslags 2:a båtsmanskompani.

## Geografi
Singö socken ligger norr om Väddö och omfattar Singö och Fogdö med Ålands hav i öster, samt fler mindre öar. Socknens öar är bergliga och skogklädda.

### Geografisk avgränsning
I socknen ligger Lotsberget med sjöräddningsstation och lotsplats samt Boda, Västeräng och Ellan längst i norr på Singö. Strax öster om ön ligger Svartklubbens fyr. I söder ligger Fogdö med orterna Finnarsören, Norrgården, Östergården och Västergården. Även Fogdö-Kolskär hör till socknen, som i söder avgränsas av Fygdströmmen, vilken tillika utgör gräns mot Väddö socken.
Socknen omfattar stora havsområden med Singöfjärden i väster och Ålands hav i öster. Bland större öar, förutom de redan angivna, kan nämnas Fogdösten, Askholmen, Stor-Skarpen, Långgrundet, Skogsskäret, Gåssten, Måssten, Stor-Roten samt längst ute i öst mot öppna havet Understen med Understens fyr. Understen är den nordligaste punkten i Stockholms län och ligger där Ålands hav övergår i Södra Kvarken.

## Fornlämningar
Från järnåldern finns spridda gravrösen.

## Namnet
Önamnet skrevs 1334 Singæ, ursprungligt Singa med klar tolkning. Det har föreslagits innehålla sina, sena, 'visset, på rot över vinterna ståedne gräs; förna'.